# Fort Lee
Fort Lee és una població dels Estats Units a l'estat de Nova Jersey. Segons el cens del 2007 tenia 36.521 habitants.

## Demografia
Segons el cens del 2000, Fort Lee tenia 35.461 habitants, 16.544 habitatges, i 9.396 famílies. La densitat de població era de 5.411,7 habitants/km².
Dels 16.544 habitatges en un 22,6% hi vivien nens de menys de 18 anys, en un 46,7% hi vivien parelles casades, en un 7,4% dones solteres, i en un 43,2% no eren unitats familiars. En el 39% dels habitatges hi vivien persones soles el 15,2% de les quals corresponia a persones de 65 anys o més que vivien soles. El nombre mitjà de persones vivint en cada habitatge era de 2,14 i el nombre mitjà de persones que vivien en cada família era de 2,88.
Per edats la població es repartia de la següent manera: un 17,5% tenia menys de 18 anys, un 5,1% entre 18 i 24, un 32,6% entre 25 i 44, un 24,7% de 45 a 60 i un 20,2% 65 anys o més.
L'edat mediana era de 42 anys. Per cada 100 dones de 18 o més anys hi havia 85,1 homes.
La renda mediana per habitatge era de 58.161 $ i la renda mediana per família de 72.140 $. Els homes tenien una renda mediana de 54.730 $ mentre que les dones 41.783 $. La renda per capita de la població era de 37.899 $. Aproximadament el 5,7% de les famílies i el 7,9% de la població estaven per davall del llindar de pobresa.

## Poblacions properes
El següent diagrama mostra les poblacions més properes.